# Hirvisaari (ö i Södra Savolax, S:t Michel, lat 61,64, long 26,42)
Hirvisaari är en ö i Finland. Den ligger i sjön Suontee och i kommunen Pertunmaa i den ekonomiska regionen  S:t Michel och landskapet Södra Savolax, i den södra delen av landet, 180 km nordost om huvudstaden Helsingfors. Öns area är 8,9 hektar och dess största längd är 0,7 kilometer i nord-sydlig riktning.